# 392P/LINEAR
392P/LINEAR è una cometa periodica appartenente alla famiglia delle comete gioviane.
Unica caratteristica di questa cometa è di avere una piccola MOID col pianeta Giove; questa caratteristica comporta che la cometa può passare vicino a Giove potendo così subire anche grandi alterazioni della sua orbita, il prossimo passaggio ravvicinato avverrà l'8 dicembre 2187 quando i due corpi celesti perverranno a una distanza di sole 0,17810 UA.
La cometa è stata scoperta il 22 novembre 2004: al momento della scoperta è stata ritenuta un asteroide e come tale denominata 2004 WR9, pochi giorni dopo ci si accorse della sua natura cometaria e pertanto fu ridenominata P/2004 WR9 LINEAR. La sua riscoperta il 26 ottobre 2019 ha permesso di numerarla.